# 白山雅一
白山 雅一（しろやま まさいち、1924年2月29日 - 2011年9月中旬）は、日本の声帯模写芸人。本名は山白 雅一（やましろ まさかず）。東京演芸協会顧問。

## 来歴
大阪府出身。大阪の繊維関係の商家の跡取り息子として生まれる。子供の頃から物真似を得意とし、よく小学校で披露していた。中学校を中退し、家業の手伝いをしていたある日、ニュース映画館で音曲師の初代・柳家三亀松の演芸映画を見て衝撃を受ける。その後、難波の大阪花月劇場で三亀松の沢田正二郎や映画俳優の声帯模写を聞き弟子入りを決意。
1942年9月、大阪花月劇場での公演を終えた三亀松に弟子入りを直訴し、入門を認められる。9月11日に上京し、上野・池之端にある三亀松宅に内弟子として住み込む。入門間もないある日、白山の芸の腕を試すため物真似をやらせた三亀松は、思いのほか芸達者であったため早めにデビューさせることを決めた。同年11月の上席、横浜花月劇場の「風流三味線しぐれ」という喜劇にて「柳家亀松」の名で初舞台を踏む。「亀松」の名は、三亀松の実弟・隆啓の進言により、三亀松の寄席芸人になった時に名乗った名前が付けられた。
1943年12月、中国香港へ出征。福岡から上海に渡り、そこから香港に行って入隊する予定が、香港行きの船が手配できず上海で足止めされている内に終戦を迎えた。上海では、三亀松の弟子ということが知られていたため慰問で芸を披露していた。
1946年3月に復員。6月には大阪の実家に寄ってから上京し、戦火で焼け出され根津の伴淳三郎宅に居候をしていた三亀松のもとへ。同年8月、三亀松の鞄持ちとして同行したNHKにて、たまたま三亀松が出演するラジオ番組の担当プロデューサー坂本朝一に芸を見てもらうことになり、これが認められ9月9日にNHKラジオに初出演。
この放送が好評であったため、即座に次回の出演が決定。二度目は番組表に「歌謡声帯模写」と記載されたため、以来、それが看板となる。これをきっかけに自信をつけ、芸の腕を上げたことが三亀松に認められ、籍は入れないものの実子扱いとする「子供分」としての扱いを受けることとなる。しかし、三亀松の浮気に嫉妬した妻・高子が反対に焼き餅を焼かせようと白山を必要以上に可愛がったため、三亀松は高子が白山と浮気をしていると勘違いし、三亀松と白山は仲違いすることとなる。これは三亀松の贔屓客のヤクザの親分が間に入り誤解を解いたため、破門にならずには済んだが、この時、親分の進言によって「子供分」は解消し、三亀松から一本立ちすることとなる。しかし、後年は和解することとなるものの、この時に三亀松の疑念が晴れることは無く確執は残ったままとなった。一本立ちの後は、多くの歌手の巡業にも参加し売れっ子となった。
1949年、喉の調子が悪くなったため診察を受けたところ声帯ポリープと診断され手術をすることとなった。当時、声帯ポリープの手術は難しく、声帯にメスを入れることで声が出なくなった場合を考え三亀松に「亀松」の名を一旦預けるが、手術は成功。この際、心機一転、名前は返してもらわずに芸名を変えることに決め、藤山一郎と藤山に紹介された大映の社長・永田雅一に相談。本名を白山と間違えられることがあるから姓を「白山」とし、同じ字を書く永田の名前の読みをもらって名を「雅一（まさいち）」とした。
改名後は東宝芸能に所属し、東宝名人会や日劇の舞台で活躍。開局したての民放ラジオに引っ張りだことなった。
1978年、「三波伸介の凸凹大学校」に一年間レギュラー出演。2002年10月8日、東京・池袋の東京芸術劇場小ホールにて「白山雅一芸歴60周年記念リサイタル」開催。
2004年2月29日、白山が閏年2月29日の生まれであることをシャレて、有楽町朝日ホールにて「元祖歌謡声帯模写 白山雅一 成人式 ～この歌声を永遠に～」を開催した。
2011年9月20日、東京都江東区の自宅で亡くなっているのが見つかった。87歳没。人工透析を続けており、数か月前から胃が食べ物を受け付けなくなっていたが、精密検査などは拒否していた。
葬儀は遠縁の親戚が密葬で済ませ、10月31日に銀座ライオン池袋店で、吉川潮・柳亭市馬・永田稔（新文芸坐）が発起人となり、偲ぶ会が開かれた。
2012年10月7日、一周忌追善公演が日本橋社会教育会館で開催された。出演は柳亭市馬・松元ヒロ・丸山おさむ（主催）。

## レパートリー
- 藤山一郎
- 霧島昇
- 灰田勝彦
- 岡晴夫
- 淡谷のり子
- 東海林太郎
- 小畑実
- 田端義夫
- ディック・ミネ
- 三遊亭圓生
- 大河内伝次郎
- 花菱アチャコ
- 小西得郎
- 中村歌右衛門

他

## 映画
- 「坊ちゃん天国」（1958年、富士映画）

## カセットテープ
- 「元祖 お笑い玉手箱 7／そっくりさん大集合（声帯模写オンパレード）」（キングレコード、構成・司会=立川談志、都家歌六）

## 関連書籍
- 吉川潮「浮かれ三亀松」（2000年5月、新潮社）
- 吉川潮「芸人という生きもの」（2015年3月、新潮社）